# 江平中町
江平中町（えひらなかまち）とは、宮崎県宮崎市内の地名。中央東地域自治区に属している。郵便番号は880-0814。

## 地理
宮崎市の中央東地域自治区に属する。市街地北部の主要地域を形成しており、オフィス・住宅などが並ぶ。2023年現在、住居表示未実施である。
北を江平東1丁目、東を江平東町、南東を錦本町、南を丸島町、西を江平町1丁目と接する。

## 歴史
- 1924年 - 宮崎市市制施行により（旧）江平町が設置。
- 1927年 - （旧）江平町より江平町1-3丁目が誕生。
- 1970年 - 江平町1丁目 - 3丁目の一部をもって江平中町が成立。

## 世帯数と人口
2023年（令和5年）9月1日現在の世帯数と人口は以下の通りである。
| 町丁     | 世帯数  | 人口  |
| -------- | ------- | ----- |
| 江平中町 | 368世帯 | 656人 |

## 小・中学校の学区
市立小・中学校に通う場合、学区は以下の通りとなる。
| 町名     | 小学校             | 中学校               |
| -------- | ------------------ | -------------------- |
| 江平中町 | 宮崎市立江平小学校 | 宮崎市立宮崎東中学校 |

## 交通

### バス
宮交グループの運営するバスが営業している。

### 道路
- 国道10号（江平五差路交差点）

## 施設
- 宮崎地方法務局分室
- 九州厚生局宮崎事務所
- 九州防衛局宮崎防衛事務所